# Costa de’ Nobili
Costa de’ Nobili – miejscowość i gmina we Włoszech, w regionie Lombardia, w prowincji Pawia.
Według danych na rok 2004 gminę zamieszkiwało 370 osób, 33,6 os./km².